# Самана (город)
Самана (исп. Samaná, старое написание — исп. Xamaná), полное название Санта-Барбара-де-Самана (исп. Santa Bárbara de Samaná) — город и муниципалитет на северо-востоке Доминиканской Республики, столица провинции Самана, расположенный на северном побережье залива Самана. Самана служит важным туристическим направлением и главным центром туров по наблюдению за китами в Карибском регионе.
Город включает в себя три муниципальных района: Эль-Лимон, Лас-Галерас и Арройо-Барриль. По данным переписи населения 2012 года, общая численность населения муниципалитета Самана составляет 108 179 человек.

## География
Самана частично раскинулась на небольшой равнине недалеко от побережья, но большая её часть находится на холмах, окружающих эту равнину.
Самана — крупнейший муниципалитет одноимённой провинции, её общая площадь составляет 412,11 км² (почти 49 % от общей площади провинции), включая три муниципальных района, входящих в состав муниципалитета.
Большую часть территории муниципалитета занимает Сьерра-де-Самана — невысокий горный хребет с крутыми склонами, но лишённый высоких вершин. Самая высокая точка — Монте-Меса (605 м).

## История
Город Санта-Барбара-де-Самана расположен на полуострове Самана, который впервые упоминается в письменных источниках 13 января 1493 года, когда Христофор Колумб сделал здесь свою последнюю остановку во время своего первого путешествия в Новый Свет. Он высадился на пляже, который сегодня известен как пляж Ринкон, где столкнулся с племенем сигуайо, оказавшим ему единственное ожесточённое сопротивление за всё время его путешествия в Америку. Сигуайо отказались отдать свои луки и стрелы, которые хотели заполучить первооткрыватели. В результате завязавшегося столкновения двое индейцев получили ранения. Из-за использования сигуайо стрел Колумб назвал это место бухтой Стрел. Он взял к себе на борт четырёх туземцев, чтобы показать их в Испании, но из них выжил только один. На протяжении большей части колониального периода испанцы не селились в этой местности, оставив её свободной для беглецов и каперов.
В 1756 году по решению испанского губернатора Франсиско Рубио-и-Пеньяранды семьи с Канарских островов, прибывшие на остров, основали здесь деревню и назвали её Санта-Барбара-де-Саманой в честь королевы Барбары де Браганса, жены короля Испании Фердинанда VI. Они поселились и на другой стороне залива — в Сабана-де-ла-Маре. В 1796 году согласно Базельскому мирному договору вся колония Санто-Доминго перешла к французам. Но в 1807 году небольшой отряд британского Королевского флота напал на Саману и вернул её испанским креолам, сражавшимся с последним французским бастионом на острове. В 1822 году, после того как гаитяне оккупировали весь остров, французское судно пригрозило возобновлением военных действий против гаитян. В результате небольшой стычки, получившей название «событие в Самане», французы отступили, забрав с собой несколько семей, которые переселились сюда после Гаитянской революции.
В 1824 году президент Гаити Жан-Пьер Буайе пригласил чернокожих американцев переселиться на Гаити, которая к тому времени управляла всем островом Эспаньола. Несколько таких семей поселились в Самане. Их потомки известны ныне как саманские американцы. С созданием в 1865 году Саманского приморского округа (тогдашняя административная единица, схожая с провинцией) город получил статус муниципалитета.